# Солтуз, Николай Михайлович
Никола́й Миха́йлович Солтуз (1864—1940) — сорокский городской голова, член III Государственной думы от Бессарабской губернии.

## Биография
Православный, из мещан.
Окончил Сорокское уездное училище в 1884 году. В 1884—1892 годах служил судебным приставом при Сорокском съезде мировых судей, а по упразднении мирового института остался за штатом. В 1899—1905 годах был членом Сорокской городской управы, а в 1906 году был избран городским головой. Кроме того, в 1905 году был избран гласным Сорокского уездного земского собрания и членом уездной земской управы. Состоял казначеем сорокского отдела Союза русского народа.
9 января 1908 года на дополнительных выборах от 1-го съезда городских избирателей был избран членом Государственной думы на место скончавшегося В. И. Шмитова. Входил во фракцию умеренно-правых, с 3-й сессии — в русскую национальную фракцию, с 5-й сессии — в группу независимых националистов П. Н. Крупенского. Состоял членом комиссий: по городским делам, по рабочему вопросу, о торговле и промышленности, о чиншевом праве, а также по местному самоуправлению.
21 июня 1912 года Сорокская городская дума единогласно избрала Н. М. Солтуза почетным гражданином Сорок. В должности городского головы он состоял вплоть до 1917 года. После Октябрьской революции, в декабре 1917 года был избран от сорокского земства во вновь образованный Сфатул Цэрий, 27 марта 1918 года голосовал за объединение с Румынией. На 1924 год состоял сорокским примаром, к 1938 году вышел в отставку.
Скончался в 1940 году. Был женат на дворянке Екатерине Васильевне Тиника, их дети: Константин (р. 1901), Сергей (р. 1905), Клавдия (р. 1906) и Мария (р. 1913).

## Награды
- Орден Святой Анны 3-й ст.
- Орден Святого Станислава 2-й ст.

- медаль «В память 100-летия Отечественной войны 1812»
- медаль «В память 300-летия царствования дома Романовых»

румынские:
- орден Звезды, офицерский крест;
- орден Короны, офицерский крест.